# Síndrome d'Ellis-van Creveld
La síndrome d'Ellis-van Creveld (també anomenada displàsia condroectodèrmica o displàsia mesoectodèrmica) és un trastorn genètic poc freqüent del tipus de displàsia esquelètica.

## Signes i símptomes

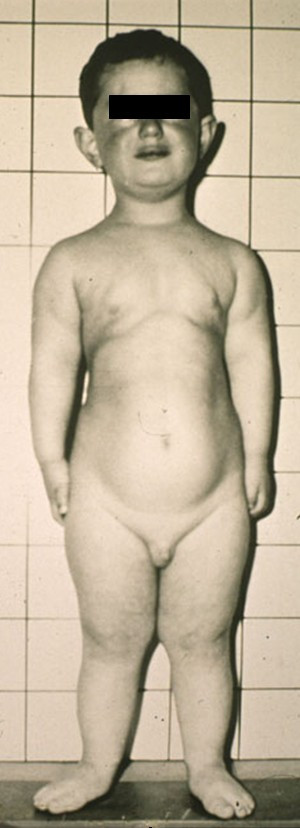
Pacient amb síndrome d'Ellis-van Creveld a l'edat de 5 anys que mostra un pit estret i llarg i curt de les extremitats

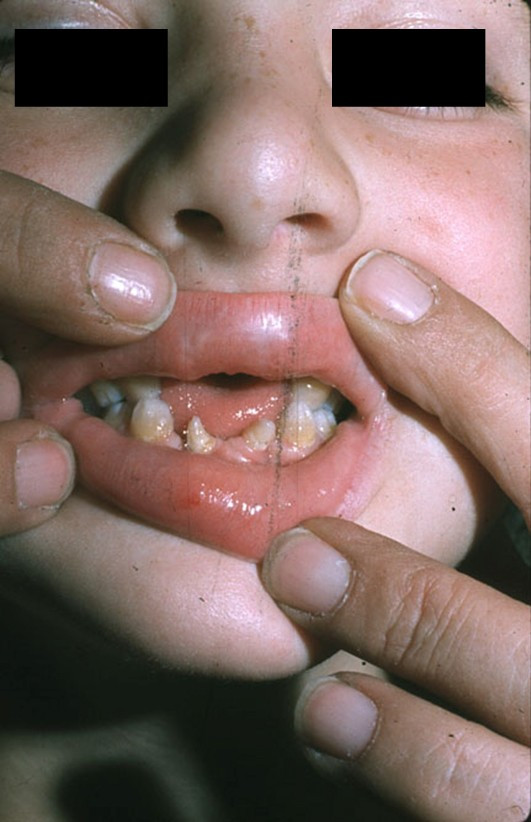
Vista anterior de la boca d'un pacient que mostra l'absència d'incisius superiors i incisius cònics inferiors

Implica nombroses anomalies que inclouen:
- Polidactília post-axial
- Cardiopaties congènites (el més habitual és un defecte del septe auricular que produeix una aurícula comuna, que es produeix en el 60% dels individus afectats)
- Dents presents en néixer (dents natals)[1][2]
- Displàsia de les ungles[2]
- Nanisme d'extremitats curtes, patró mesomèlic[2]
- Costelles curtes
- Paladar fes
- Malformació dels ossos del canell (fusió dels ossos ganxut i gran del carp).

## Genètica
La síndrome d'Ellis-van Creveld sovint és el resultat d'efectes fundadors en poblacions humanes aïllades, com ara els amish i alguns habitants de petites illes. Tot i que és relativament rar, aquest trastorn es produeix amb una incidència més alta dins de les poblacions tancades a causa de la manca de variabilitat genètica. L'observació del patró d'herència ha il·lustrat que la malaltia és autosòmica recessiva.